# Polímata

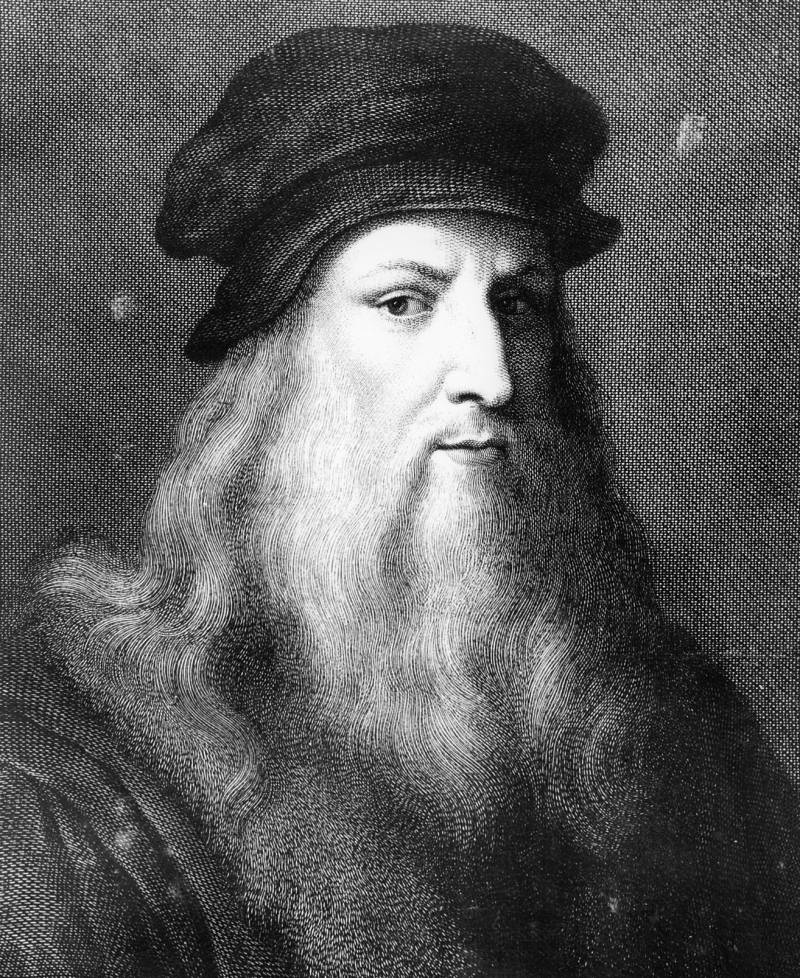
Leonardo da Vinci, célebre polímata, é considerado um gênio nas áreas mais distintas, que vão da física e matemática à pintura e escultura.

Um polímata (do grego πολυμαθής, transl. polymathēs, lit. "aquele que aprendeu muito") é uma pessoa cujo conhecimento não está restrito a uma única área. Em termos menos formais, um polímata pode referir-se simplesmente a alguém que detém um grande conhecimento em diversos assuntos. Muitos dos cientistas antigos foram polímatas de acordo com os padrões atuais.

## O Homem do Renascimento
Os termos de homem renascentista e, menos comumente, de homo universalis (em latim: "homem universal" ou "homem do mundo") estão relacionados e são usados para descrever uma pessoa bem educada e que se sobressai numa variedade de áreas. Esta ideia desenvolveu-se durante o período renascentista italiano, condensada na afirmação de um de seus representantes mais conhecidos, Leon Battista Alberti (1404—1472): "um homem pode fazer todas as coisas que quiser". Isto incorporou os termos básicos do humanismo renascentista, que considerava o Homem como um ser forte e ilimitado em suas capacidades, e levou à noção de que as pessoas deveriam abraçar todo o conhecimento e desenvolver as suas capacidades ao máximo possível. Ainda, os renascentistas mais talentosos procuraram desenvolver as suas habilidades em todas as áreas do conhecimento, no desenvolvimento físico, nas conquistas sociais e nas artes.
A aptidão para várias áreas do saber é uma das principais características que podem distinguir um gênio. Um dos polímatas mais conhecidos mundialmente foi Leonardo da Vinci.

## Heráclito
O filósofo grego Heráclito de Éfeso usou do termo polymathía para criticar filósofos, poetas e historiadores, mas sobretudo a Homero, célebre poeta grego, cuja pluralidade de conhecimentos tornava o discurso superficial. Para Heráclito, não se poderia abraçar um discurso generalista, ou discorrer sobre aquilo a que não se tem conhecimento de fato (como quando num texto ficcional, o poeta descreve hábitos e atividades que não lhe são característicos na realidade).
Devido a isso, considera polímatas adversários do logos quem procura absorver o máximo de conhecimentos gerais, sem contudo buscar entender a própria natureza (physis) -- a qual só pode ser desvendada através do logos.

## No Brasil

O brasileiro Joaquim Cardozo foi, ao mesmo tempo, um importante poeta e o engenheiro estrutural da construção de Brasília.

Alguns conhecidos polímatas brasileiros foram José Bonifácio, Pierluigi Piazzi, Dom Pedro II, Pontes de Miranda, Mário de Andrade, Joaquim Cardozo, Ruy Barbosa, Otto Maria Carpeaux, Santos Dumont e Gilberto Freyre.

## Polimatia na Academia
Embora a polimatia ou construtos similares tenham ganhado uma cobertura mais ampla nos meios populares, a polimatia como campo de estudo científico ainda está numa fase incipiente. As abordagens existentes são variadas e oriundas de diversas áreas de atuação, com pesquisadores vindos de áreas tão diversas quanto psicologia, fisiologia, matemática, administração e educação. Ainda que iniciais, essas pesquisas já demonstram o quanto o crescimento dessa área é importante para compreensão humana e como sua divulgação impacta positivamente na transformação da sociedade em que vivemos hoje. Dado o pequeno número de autores que já publicaram sobre a polimatia em meios acadêmicos, o artigo secciona as diferentes visões sobre polimatia por grupos de autores.

### Robert Root-Bernstein e colegas
Um dos grandes responsáveis por reacender a discussão sobre polimatia na academia é Robert Root-Bernstein. Ele é professor de fisiologia na Michigan State University e já foi agraciado com a bolsa MacArthur Fellowship, conhecida extraoficialmente como uma “bolsa para gênios", e é concedida a pesquisadores como premiação por originalidade e dedicação extraordinárias em suas atividades criativas e pela capacidade marcante de auto direcionamento.
Robert Root-Bernstein usa o contraponto entre os especialistas e os possuidores de proficiência e criatividade em múltiplos domínios, os polímatas, para argumentar sobre a importância da universalidade no processo criativo onde afirma que artes e ciências estão interligadas por processos de pensamento que ocorrem num estado pré-verbal e pré-comunicativo. Portanto, não é de surpreender que muitos dos cientistas mais inovadores tenham hobbies ou interesses sérios em atividades artísticas, e que alguns dos artistas mais inovadores têm interesse ou hobbies nas ciências.
Sua pesquisa é um importante contraponto aos pesquisadores da área de criatividade que a veem como um fenômeno que de domínio específico em vez de domínio geral. Através da sua pesquisa, Root-Bernstein conclui existem certas habilidades e ferramenta de pensamento abrangentes que atravessam a barreira dos diferentes domínios:
“Quem discute a integração de ideias de diversos campos como a base da genialidade criativa não deveria perguntar ‘quem é criativo?’, mas “qual é a base do pensamento criativo? Da perspectiva da polimatia, a genialidade criativa é a capacidade de combinar ideias díspares (ou até mesmo aparentemente contraditórias), conjuntos de problemas, habilidades, talentos e conhecimentos de maneiras novas e úteis. A polimatia é, portanto, a principal fonte do potencial criativo de qualquer indivíduo.” (p. 854).
Em Life Stages of Creativity, Robert e Michele Root-Bernstein dialogam com a literatura da criatividade, trazendo a perspectiva da produtividade dentro das fases da vida criativa. Essa mesma produtividade da criatividade pode variar de acordo com a idade e profissões específicas.
Dois tipos diferentes de produtividade da criatividade são propostos por Robert e Michele Root-Bernstein, sendo eles a Produtividade Total (‘total productivity’) e a Produtividade Efetiva (‘effective productivity’). A produtividade total é definida como o número total de criações profissionais que uma pessoa gera durante qualquer período de tempo. Essas criações podem ser livros ou artigos publicados, pinturas, peças musicais compostas, esculturas concluídas, novos processos e etc.
A produtividade efetiva, em contraste, emprega critérios seletivos para avaliar o valor dos produtos. Nem toda pintura de um indivíduo é tão boa ou tão importante (para o individual ou para a comunidade de arte) como todos os outros. A produtividade eficaz é uma medida das mais importantes contribuições que um indivíduo faz, e assim separa o trigo metafórico do joio. A produtividade eficaz pode ser medida por meios variados, incluindo o número de referências a uma criação, se ela ainda é exibida, executada, usada (ou seja, se resistiu ao teste do tempo), seu "impacto" (por exemplo, quantas pessoas citam o trabalho em um determinado período de tempo) e assim por diante.
Root-Bernstein diz que existem muitas maneiras produtivas de navegar pelos estágios da vida criativa, porém cada um dos quais requer estratégias diferentes e cada um deles apresenta um conjunto diferente de obstáculos e oportunidades. Criatividade não precisa ser limitada a uma única disciplina
embora certamente possa ser.
Por fim, seus estudos sugerem que compreender a polimatia pode ajudar a fornecer um novo modelo para promover uma educação mais inovadora.

### Beghetto, Kaufman e colegas
Partindo do ponto de vista do sistema de ensino e dos métodos para educação para a criatividade, os pesquisadores Ronald A. Beghetto, da Neag School of Education na Universidade de Connecticut e James Kaufman, também da Universidade de Connecticut, fizeram alguns apontamentos sobre o potencial criativo em artigo publicado em 2008: Do we all have multicreative potential? (tradução literal: “Todos nós temos potencial multicriativo?”). Beghetto e Kaufman fazem questionamentos iniciais como: será que apenas algumas pessoas são destinadas a serem multicriativas – capazes de contribuições únicas e significativas em domínios não relacionados?
Eles argumentam que todos os alunos têm potencial multicriativo e discutem esse argumento à luz de diferentes concepções de criatividade, afirmando que a probabilidade de expressar o potencial multicriativo varia entre os níveis de criatividade (mais provavelmente em níveis menores de criatividade; o menos provável em níveis profissionais e eminentes de criatividade). Ao final dos estudos, os pesquisadores oferecem considerações sobre como os educadores podem cultivar o potencial criativo de seus alunos.

### Bharath Sriraman
Em 2009, o professor e pesquisador indiano Bharath Sriraman da Universidade de Montana, realizou uma investigação experimental com 120 alunos da educação infantil, matriculados na pré-escola. O artigo chamado Mathematical paradoxes as pathways into beliefs and polymathy (tradução literal: “Paradoxos matemáticos como caminhos para crenças e polimatia”) aborda o papel dos paradoxos matemáticos no fomento do pensamento polímata entre os alunos-professores da escola primária em formação no pre-service teacher education program, o programa americano de treinamento de professores que visa prepará-los antes de chegarem as salas de aula.
Depois de um estudo de três anos, o relatório do estudo indicou implicações para programa de formação dos professores de matemática, bem como a educação interdisciplinar. Uma abordagem hermenêutico-fenomenológica foi usada para recriar as emoções, vozes e lutas dos estudantes enquanto eles tentavam desvendar o paradoxo de Russell apresentado em sua forma linguística. Com base nas evidências reunidas, alguns argumentos foram feitos para os benefícios e perigos no uso de paradoxos na educação infantil de matemática para promover a polimatia, mudar crenças, descobrir estruturas e abrir novos caminhos para a pedagogia interdisciplinar.

### Michael Araki
Michael Araki foi o primeiro pesquisador a formalizar num modelo geral como se dá o desenvolvimento de polimatia. Através de uma análise da literatura, o pesquisador concluiu que entre as diferentes conceituações da polimatia emergem três elementos comuns: abrangência, profundidade e integração.
A abrangência é o elemento mais conspícuo da polimatia. Está intimamente ligado ao radical grego poli, que significa muitos ou vários. O contrário da abrangência é o estreitamento, ou embridamento do conhecimento, das experiências e das visões de mundo. A abrangência pode ser dividida em dois subcomponentes: a extensão e a diversidade. Extensão se refere à latitude ou amplitude de conhecimento de alguém e Diversidade se refere à qualidade de possuir conhecimento em domínios não adjacentes, não relacionados, ou não comuns.
A profundidade é o oposto da superficialidade. Quando uma pessoa possui abrangência mas lhe falta profundidade, ela é chamada de diletante — i.e., alguém que se interessa por diversas coisas, mas de forma leviana, e que não chega a aprofundar o seu conhecimento em nenhuma das suas áreas de interesse —, e não de polímata.
A integração se dá em três diferentes níveis: no nível das ideias, que é a capacidade de conectar, articular e sintetizar diferentes ideais (ver também mathemata) ou diferentes matrizes de pensamento; no nível da personalidade, isto é, a capacidade de integrar diversas atividades num todo sinérgico, o que abarca um todo também psicológico; e no nível meta-cognitivo, que é a capacidade que uma pessoa tem de arquitetar e manipular sua própria capacidade cognitiva integradora. Trazendo um novo olhar e novas perspectivas para o campo da polimatia, o artigo Polymathy: A New Outlook ( “Polimatia: Uma nova perspectiva”) publicado em 2018 no Journal of Genius and Eminence (tradução literal: “revista da genialidade e eminência”) vem tratar do fenômeno e avança sobre um novo modelo que sistematiza as diferentes variáveis envolvidas em seu desenvolvimento. O artigo, dividido em quatro seções, envolve: (i) uma reflexão sobre a natureza da polimatia; uso do termo mathema como a unidade que sustenta o desenvolvimento do conhecimento polímata, e a identificação e discussão sobre os elementos que constituem as qualidades fundamentais da polimatia; (ii) a introdução da polimatia como um projeto de vida, inspirado em abordagens psicoeconômicas anteriores e trazendo uma nova perspectiva sobre o fenômeno; (iii) introdução de um modelo de desenvolvimento de polimatia que organiza os diferentes construtos envolvidos em um modelo nomológico que pode servir de base para futuros estudos; e (iv) uma discussão sobre as implicações para a pesquisa, prática e política.

### Angela Cotellessa
Um dos estudos mais recentes sobre o tema é a Tese de Doutorado de Angela Cotellessa pela George Washington University e traz um estudo fenomenológico focado nas experiências vividas por polímatas modernos. Os construtos de abertura à experiência, identidade, aprendizagem auto direcionada, polimatia ou multidisciplinarmente e diversidade funcional intrapessoal foram usados para embasar a pesquisa. A investigação centrou-se em polímatas realizados com carreiras que abrangem tanto as artes como as ciências. As narrativas dos participantes forneceram insights sobre como eles se tornaram e como estavam sendo suas experiências como polímatas. Após esse estudo, a pesquisadora finaliza o artigo com sete conclusões:
1. Para ser um polímata, é preciso aceitar que não se encaixa numa caixa comum e talvez até mesmo incorporar aparentes contradições; a polimatia está sendo intrapessoalmente diversa;
2. Os polímatas são expostos de forma ampla, fina, criativa e estrategicamente, e manipulam seus muitos interesses e obrigações por meio do gerenciamento efetivo do tempo;
3. Ser polímata pode tornar a vida mais rica, mas também pode ser bastante difícil;
4. Os polímatas são excelentes em serem criativos e resolver problemas criativamente;
5. A polimatia se desenvolve devido a uma combinação de natureza e educação e é mantida na idade adulta pela vontade de continuar a trabalhar para melhorar a si mesmo através da aprendizagem autodirigida;
6. A identidade de polímata é descoberta por não se encaixar; uma identidade polímata pode ser difícil de possuir e explicar aos outros;
7. Os recursos familiares e financeiros afetam a emergência da polimatia. Várias recomendações para teoria, prática e pesquisa também são fornecidas.

## Polímatas por período
Antiguidade Clássica
- Pitágoras
- Hípias de Élis
- Aristóteles
- Posidónio
- Eratóstenes
- Cícero
- Marco Fábio Quintiliano
- Hipátia
- Vitrúvio
- Alexandre, o Polímata
- Catão, o Velho
- Marco Terêncio Varrão
- Plínio, o Velho
- Boécio
- Isidoro de Sevilha
- Papa Silvestre II

China
- Hui Shi
- Su Song
- Shen Kuo

Mundo Islâmico
- Alquindi
- Avicena
- Averróis
- Ibne Caldune

Alta Idade Média
- Hugo de São Vitor
- Vicente de Beauvais
- Alberto Magno
- Roberto Grosseteste
- Roger Bacon
- Ramón Lull

1400-1600
- Leon Battista Alberti
- Rodolfo Agrícola
- Garcilaso de la Vega
- Alonso de Ercilla
- Walter Raleigh
- Thomas More
- Francis Bacon
- Erasmo de Roterdão
- Filipe Melâncton
- Giovanni Pico della Mirandola
- Heinrich Cornelius Agrippa von Nettesheim
- Jean Bodin
- Joseph Justus Scaliger
- John Dee
- Conrad Gessner
- Nicolau de Cusa
- Guillaume Postel
- Geórgio Agrícola
- Filippo Brunelleschi
- Mariano Taccola
- Francesco di Giorgio
- Leonardo da Vinci
- Hildegarda de Bingen
- Cristina de Pisano
- Isotta Nogarola
- Laura Cereta
- Cassandra Fedele
- Caritas Pirckheimer
- Beatriz Galindo
- Margaret Roper
- Marie de Gournay

1600-1700
- Hugo Grócio
- Tycho Brahe
- Samuel Pufendorf
- Johannes Kepler
- Galileu Galilei
- René Descartes
- Pierre Gassendi
- Blaise Pascal
- Isaac Newton
- Robert Hooke
- Bathsua Makin
- Anna Maria van Schurman
- Isabel Carlota do Palatinado
- Margaret Cavendish, Duquesa de Newcastle-upon-Tyne
- Cristina da Suécia
- Elena Piscopia
- Juana Inés de la Cruz
- Samuel Bochart
- Pierre Daniel Huet
- Hiob Ludolf
- Claude Saumaise
- Isaac Voss
- Hermann Conring
- Marcus Meibomius
- Johann Heinrich Alsted
- Comenius
- Nicolas-Claude Fabri de Peiresc
- Juan Caramuel y Lobkowitz
- Olof Rudbeck
- Athanasius Kircher
- Pierre Bayle
- Gottfried Wilhelm Leibniz

1700-1850
- Giambattista Vico
- Montesquieu
- Voltaire
- Georges-Louis Leclerc, conde de Buffon
- Denis Diderot
- Jean le Rond d’Alembert
- Samuel Johnson
- Joshua Reynolds
- David Garrick
- Edmund Burke
- Horace Walpole
- Wilhelm von Humboldt
- Alexander von Humboldt
- Mary Wortley Montagu
- Émilie du Châtelet
- Maria Gaetana Agnesi
- Germaine de Staël
- Dorothea Schlözer
- Mary Somerville
- Harriet Martineau
- George Eliot
- Marquês de Condorcet
- Louis de Jaucourt
- René-Antoine Ferchault de Réaumur
- Antoine Lavoisier
- Anne Robert Jacques Turgot
- David Hume
- Adam Smith
- Adam Ferguson
- William Robertson
- Lord Kames
- Lord Monboddo
- Joseph Priestley
- Sir William Jones
- Lorenzo Hervás y Panduro
- Gaspar Melchor de Jovellanos
- Benito Jerónimo Feijoo
- Carl Linnaeus
- Emanuel Swedenborg
- Mikhail Lomonosov
- Peter Simon Pallas
- August von Schlözer
- Rudjer Bošković
- Pedro de Peralta
- Carlos Sigüenza y Góngora
- Benjamin Franklin
- Thomas Jefferson
- Samuel Taylor Coleridge
- Thomas De Quincey
- John Herschel
- William Whewell
- Charles Babbage
- Ada Lovelace
- Albrecht von Haller
- Immanuel Kant
- Johann Gottfried Herder
- Johann Wolfgang von Goethe
- Auguste Comte
- Herbert Spencer
- Karl Marx
- Charles Sainte-Beuve
- Alexis de Tocqueville
- Ernest Renan
- Hippolyte Taine
- John Stuart Mill
- John Ruskin
- William Morris
- Matthew Arnold
- Antoine Cournot
- Georges Cuvier
- Étienne Geoffroy Saint-Hilaire
- Rudolf Virchow
- Hermann Helmholtz
- Ernst Haeckel
- Charles Darwin
- Francis Galton
- William Henry Fox Talbot

1850-2000
- Patrick Geddes
- Paul Otlet
- Otto Neurath
- Lewis Mumford
- H. G. Wells
- Aldous Huxley
- Fridtjof Nansen
- Jorge Luis Borges
- Bertrand Russell
- Johan Huizinga
- José Ortega y Gasset
- Edmund Wilson
- George Steiner
- Susan Sontag
- Umberto Eco
- Donald T. Campbell
- Max Weber
- Kenneth Boulding
- Karl Polanyi
- Michel Foucault
- Norbert Wiener
- Karl Pearson
- Linus Pauling
- Warren Weaver
- Paolo Mantegazza
- Vilfredo Pareto
- Frédéric Le Play
- Adolphe Quételet
- Gabriel Tarde
- Wilhelm Wundt
- William James
- Gustave Le Bon
- Paul Broc
- Marcel Mauss
- John von Neumann
- Alan Turing
- Claude Shannon
- Lawrence Henderson
- Ludwig von Bertalanffy
- Anatol Rapoport
- Charles Peirce
- Roman Jakobson
- Roland Barthes
- Jacob von Uexküll
- Pavel Florensky
- Michael Polanyi
- Joseph Needham
- Gregory Bateson
- Herbert Simon
- Michel de Certeau
- Friedrich Hayek

## Leituras adicionais
- ARAKI, M. E. (2015). Polymathic Leadership: Theoretical Foundation and Construct Development. (Dissertação de Mestrado). Consultado em janeiro de 2018.